# Dinofroz
Dinofroz è una serie animata trasmessa su K2 a partire dal 10 settembre 2012, co-prodotta da Giochi Preziosi e Mondo TV. Rivolta a bambini dai 5 fino ai 10 anni, la serie prende spunto dai giocattoli da collezione del tipo tutto “tascabile”, divisa in ventisei episodi di ventisei minuti ciascuna. La serie è stata realizzata in animazione 2D e interamente in alta definizione con effetti CGI. Il 5 settembre 2014 Mondo TV e Giochi Preziosi raggiunsero un accordo preliminare per la produzione di 26 episodi da 26 minuti della serie 2D sui Dinofroz come sequel della prima serie. La seconda stagione di 26 episodi è andata in onda, sempre su K2, a partire dal 14 settembre 2015, terminando il 1º dicembre 2015. Dato il finale aperto di quest'ultima stagione, è possibile che in futuro ne possa essere prodotta una terza.
CG Entertainment ha pubblicato la prima stagione della serie in DVD in 6 volumi con il logo della Mustang Entertainment.

## Trama

### Stagione 1
La storia comincia con Tom, figlio dell'archeologo James Carter, che, accompagnato dai suoi compagni di classe Bob, Eric e John, entra nello studio di suo padre per cercare degli indizi sulla sua misteriosa scomparsa avvenuta durante una spedizione. Qui, frugando fra le varie cose, i quattro ragazzi trovano un gioco da tavolo chiamato Dinofroz, contenente un plastico, quattro Spinrock, quattro action figure di dinosauri e alcune Carte di Potenziamento. Presto scoprono che grazie a questo gioco possono tornare in un passato preistorico dove la razza dominante è quella dei draghi, mentre gli uomini e i dinosauri sono a loro sottomessi. Ma una volta nel passato scoprono anche che grazie ai loro Spinrock possono trasformarsi in dinosuari chiamati Dinofroz e combattere così i draghi. Da questo momento, in ogni episodio, quando il gioco si illumina, tre di loro tornano nel passato, mentre il quarto, che viene scelto di volta in volta facendo combattere fra di loro gli Spinrock, rimane nel presente e assiste i suoi compagni durante i combattimenti attivando le Carte di Potenziamento. La loro missione nel passato sarà quella di trovare tutti i frammenti di Rockfroz e far così avverare la profezia secondo la quale i Dinofroz avrebbero sconfitto Neceron, il signore dei draghi, ponendo così fine al dominio dei draghi sulla Terra. Inoltre, nel presente, dovranno vedersela con un'organizzazione chiamata Divisione Doppio Delta, che cerca di rubare a Tom l'orologio di suo padre, per carpire le informazioni contenute in un chip al suo interno.

### Stagione 2
Qualche tempo dopo i fatti della prima stagione, durante le vacanze estive, Tom e suo padre partecipano ad una spedizione di ricerca con il criptozoologo Walt Stroker, suo figlio Will e i suoi assistenti, a cui si uniscono clandestinamente anche Bob, Eric e John. Dopo un incidente, Tom, suo padre e i suoi amici perdono contatto con gli altri membri della spedizione, e dopo un combattimento contro il generale Vlad, all'avverarsi di una eclissi, perdono i loro Spinrock, che si trasformano in scie in energia e attivano un misterioso bracciale chiamato Dinowatch, che solo Tom riesce ad indossare. Subito dopo si rendono conto di avere attraversato una porta spazio-temporale e di essere tornati nel passato, dove i draghi, grazie a Drakemon, il loro nuovo signore, sono tornati ad essere la razza dominante. Senza Spinrock i ragazzi non possono più trasformarsi in Dinofroz, ma Tom presto scopre che il Dinowatch ha il potere di trasformare sé stesso in un dinosauro a scelta fra quelli memorizzati al suo interno. Grazie a questo potere Tom rimane l'unico a poter combattere contro i draghi, mentre i suoi amici, una volta scoperto il Jurassic Truck, una sorta di carro armato superaccessoriato con la testa da dinosauro abbandonato in una grotta, formeranno con Tom la squadra Dinofroz e gli daranno man forte durante i combattimenti quando si troverà in difficoltà. Questa volta i ragazzi dovranno combattere contro i draghi mutanti inviatigli contro da Drakemon e recuperare così tutti i frammenti di Firerock, che gli consentiranno di deviare la cometa Firerock la quale altrimenti si schianterebbe sulla Terra provocando l'estinzione dell'umanità. Contemporaneamente dovranno sventare i piani di Stroker, rivelatosi un membro della Divisione Doppio Delta che però agisce sotto copertura per conto di un'altra organizzazione, la Loggia del Drago di Cristallo, che, in una base scientifica, sta catturando i draghi per poterli usare come cavie per i loro esperimenti e poter così realizzare il loro progetto denominato "Dominion Project".

## Personaggi

### Protagonisti
- Tom Carter: è il leader del gruppo, figlio di James Carter, un famoso archeologo, coraggioso e sicuro. Suo padre è scomparso durante una spedizione di ricerca e, mosso dalla curiosità trova nel suo studio un gioco da tavolo. Con questo gioco Tom e i suoi amici tornano nel passato per sconfiggere Neceron, il signore dei draghi. Si trasforma in T-Rex, un Tyrannosaurus Rex azzurro, e lui è l'unico che può sconfiggere Neceron, avendo sul collo il simbolo del predestinato. Nella seconda stagione rimane l'unico a potersi trasformare in Dinofroz grazie al Dinowatch, che gli permette di trasformarsi in versioni evolute di T-Rex e Smilodon e in due nuovi Dinofroz: Gorilla, un Gigantopithecus verde, e Raptor, un Velociraptor nero. Grazie all'abilità di acquisizione dati sui Dinosauri del Jurassic Truck è in grado di trasformarsi in Ankylosaur, un Anchilosauro con una corazza di metallo costernata da punte verdi, e in una versione evoluta di Tricerop. Doppiato da: Alessio Ward.
- Bob: Bob è molto fedele a Tom, tant'è che il più delle volte lo chiama "capitano"; gli piace anche molto mangiare. Nella prima stagione Si trasforma in Tricerop, un Triceratopo rosso, e diventa molto bravo e forte in battaglia. Nella seconda stagione diventa l'addetto alle armi del Jurassic Truck, e anche pilota in assenza di John. Nella puntata 17 della seconda stagione viene catturato da Stroker e mutato nell'Hybrid 3, un mezzodrago blu scuro e rosso con un ciuffetto rosso sulla testa, ma verrà curato dai suoi amici ritornando nella squadra. Doppiato da: Marco Vivio (stagione 1), Daniele Di Matteo (stagione 2).
- John: membro di un circo, John è molto spavaldo e non si ferma davanti a nessun ostacolo; alcune volte fa un po' lo sbruffone ma tiene molto ai suoi amici. Nella prima stagione si trasforma in Smilodon, uno Smilodonte giallo, diventando un buon combattente e molto aggressivo. Nella seconda stagione diventa il pilota del Jurassic Truck. Doppiato da Mattia Ward.
- Eric: è un esperto di informatica e quindi abile con qualsiasi tecnologia; come Bob, Eric è molto fedele a Tom. Nella prima stagione Si trasforma in Pterodix, uno Pteranodonte verde-chiaro e verde-scuro, e predilige le strategie. Nella seconda stagione è l'addetto al computer del Jurassic Truck e fa da guida dei suoi compagni durante le varie missioni. Doppiato da George Castiglia.
- Lo sciamano: un vecchio uomo che è in grado di parlare ogni tipo di lingua ed è dotato di grandi poteri magici. Avverte i Dinofroz del destino che dovranno compiere e delle sfide che dovranno affrontare. Verso la fine della seconda stagione si scopre che risiede su un'isola volante. Doppiato da: Oliviero Dinelli.
- James Carter: famoso archeologo, James è il padre di Tom. Un giorno, durante uno scavo, scoprì il fossile di un artiglio di drago, convincendosi che tali creature esistevano nella preistoria e decise di rivelarlo al mondo. Scoprì anche una specie di gioco che riusciva a portarlo indietro nel tempo, capendo però che i draghi intendevano conquistare la terra sottomettendo umani e dinosauri, così decise di contrastare i piani del loro signore Neceron. Nel presente, però, doveva guardarsi anche dalla Divisione Doppio Delta, un'organizzazione che per qualche motivo voleva le sue ricerche sui draghi, anche perché suo padre, Gabriel Carter, ne era un membro. Durante uno dei suoi viaggi nel passato fu sorpreso dal generale Treek, che vide il futuro della Terra in quel lasso di tempo; non volendo rivelare informazioni preziose al drago, James mangiò degli speciali frutti che lo fecero addormentare in un sonno profondo; nel sonno conobbe lo sciamano, con il quale strinse amicizia. Svanito l'effetto dei frutti, James venne questa volta catturato dai draghi ma usò di nuovo lo stesso metodo di Treek con Neceron. Alla fine aiuterà Tom a sconfiggere il signore dei draghi e a ritornare nel presente. Nella seconda stagione cerca di convincere l'umanità a credere nell'esistenza dei draghi, grazie alle sue conoscenze trascritte in un libro, mentre nel mondo passato farà da supporto alla squadra Dinofroz sia come stratega che come medico. Doppiato da: Andrea Ward
- Keira: una ragazza del mondo passato che conosce Tom e i suoi amici quando il primo salva suo padre da un attacco dei draghi e riesce a capire la loro lingua grazie allo sciamano. È un'abile cacciatrice che in alcune occasioni aiuterà i Dinofroz una volta scoperto che sono i suoi nuovi amici. Col tempo si innamorerà di Tom. Doppiata da: Patrizia Salerno.
- Melston: è un Mammut, amico dello sciamano, che qualche volta darà una mano ai Dinofroz. Dal carattere scontroso e distante, si scopre che nutre vendetta nei confronti di Neceron in quanto ha sterminato la sua famiglia. Combatterà contro di lui ma verrà salvato da morte certa dallo sciamano. Nella seconda stagione il suo carattere sembra essersi ammorbidito e diventerà un elemento attivo della squadra Dinofroz aiutando il villaggio sotto l'attacco dei draghi.
- Will: Will è il figlio di Stroker. Di indole pacifica, tanto da stringere amicizia con una tartaruga marina preistorica che chiama "Lampo", verrà usato da suo padre nel Dominion Project volto a creare gli Hybrid, dei mezzidraghi con cui dominare il mondo. Anche se all'inizio acconsente alle richieste del padre, alla fine della seconda stagione si schiera con i Dinofroz, aiutandoli a difendere il villaggio dai draghi scontrandosi contro Natterjack e a fermare la cometa Firerock, per poi andare a vivere con i suoi nuovi amici. È in grado di trasformarsi in Hybrid 1, un mezzodrago rosso. Doppiato da: Leonardo Caneva.
- Warner: è un vecchio amico di James, ma si scoprirà essere un membro della Divisione Doppio Delta e cercherà in tutti i modi di prendere le informazioni sui draghi all'interno dell'orologio di James, avvicinandosi a Tom. Si scopre, inoltre, che ha clonato il generale Treek usando un frammento del suo DNA. Nella seconda stagione cercherà di rinsaldare la sua vecchia amicizia con James, e aiuterà i Dinofroz quando capirà che Stroker sta facendo il doppio gioco con la Divisione Doppio Delta. Doppiato da: Silvio Anselmo.

### Antagonisti
- Neceron: è un terribile drago nero, signore indiscusso dei draghi, nonché il più potente tra essi; è di colore grigio e nero, con due baffi arancioni ai lati della testa e moltissimi denti. È collerico, severo e iracondo anche se davanti ai suoi "sudditi" draghi si dimostra (fingendo) gentile e benevolo. Sul retro delle ali ha il simbolo del predestinato, proprio come Tom. Non si sa a quale specie appartenga, probabilmente è uno dei Draghi Antichi (una specie ormai quasi estinta, dato che ne rimane solo lui). Secondo un racconto dello sciamano, è un essere immortale e quasi invincibile (all'arrivo dei dinofroz nel passato Neceron aveva parecchi secoli); fu infatti uno degli Antichi che siglò la pace con i dinosauri, per poi prendere il comando dei draghi e guidarli contro gli uomini e i dinosauri, riducendoli in schiavitù. Possiede un frammento di Rockfroz che gli dà un immenso potere. Nell'episodio finale affronta Tom usando, oltre che i suoi poteri, quelli di Gladius, Kobrax e Vlad, ma viene comunque sconfitto e relegato al centro della Terra; non si sa se Neceron è sopravvissuto o meno, ma nella seconda stagione compare solo in un flashback e in vari sogni di Drakemon, in cui gli profetizza che anche lui subirà il suo stesso destino e che sarà tradito da uno dei suoi generali (proprio come Drakemon, quando ancora si chiamava Treek, lo aveva tradito e guidato una rivolta contro di lui). È, dopo Tom e Drakemon, uno degli esseri più potenti di tutto l'Universo del passato. Doppiato da Andrea Ward.
- Gladius: è il generale dei Draghi Guerrieri ed è molto fedele a Neceron. Come gli altri Draghi Guerrieri è rosso ed ha quattro zampe, un corpo muscoloso ed una eccezionale potenza di fuoco, ma differisce dai suoi simili per il suo corpo più grande ed una testa più lunga e piena di tatuaggi blu, con sul muso un corno. All'inizio della serie è il prediletto di Neceron, ma viene in seguito spodestato da Vlad, e ciò lo porta ad odiare il generale dei Draghi Vampiri e si coalizza così con Kobrax per sabotarlo. I tre poi si riappacificheranno alla fine della prima stagione, quando Neceron li priva dei poteri, facendogli capire che Neceron non vuole la vittoria dei draghi ma solo la sua; tuttavia morirà quando il frammento di Rockfroz di Neceron sarà distrutto. È molto comprensivo con i suoi soldati.
- Vlad: è il generale dei Draghi Vampiro. È blu col ventre giallo e differisce dai suoi soldati perché ha un corpo più grande e diversi tatuaggi neri, inoltre ha la testa più grande e una fila completa di denti acuminati (in genere i Draghi Vampiro hanno solo i canini). È un grande amico del generale Treek e a metà della serie gli salverà la vita simulando la sua morte. Da allora diventerà il preferito di Neceron, suscitando l'invidia di Kobrax e Gladius. Ciò porta non pochi problemi nel corso nella serie: nonostante Vlad cerchi più volte di riappacificarsi con i due generali, ciò accadrà solo nell'ultimo episodio, ove si coalizzeranno contro Neceron, dopo che questi li aveva privati dei poteri. Sarà l'unico dei tre generali a sopravvivere alla distruzione del frammento di Rockfroz, poiché sarà salvato da Treek. Nella seconda stagione diventa il prediletto di Drakemon e si trasforma in un drago mutante azzurro con due code, due corna somiglianti alle orecchie dei pipistrelli, una corazza gialla e molti altri poteri oltre a quelli naturali. Durante la seconda stagione tradirà segretamente Drakemon avendo scoperto che nel presente gli umani sono affascinati dai draghi, arrivando a collaborare in più di un'occasione con i Dinofroz, e dopo un duro combattimento contro il suo vecchio amico vi verrà confinato. È molto comprensivo con i suoi soldati. Doppiato da: Andrea Ward.
- Kobrax: è il generale dei Draghi Serpente, molto fedele a Neceron. È di colore verde chiaro col ventre viola e differisce dai suoi simili per il suo corpo più grande con un lungo collo, una testa corazzata da squame e una bocca irta di denti affilati. Oltre al veleno può usare anche il fuoco e l'ipnosi contro i nemici. Dopo che Vlad diventa il prediletto di Neceron mostra una grande rivalità verso di lui, tanto da contrastarlo col suo veleno mentre combatteva contro i Dinofroz; i due si riappacificheranno quando Neceron li priverà dei poteri. Nell'ultimo episodio si coalizza con Vlad e Gladius contro Neceron, ma muore quando il frammento di Rockfroz di quest'ultimo viene distrutto. È molto severo con i suoi soldati.
- Treek/Drakemon: è un drago nero e rosso con delle caratteristiche da Triceratops (come suggerisce il nome); ha quattro zampe artigliate e due lunghe ali, e zanne affilatissime. Un tempo il miglior amico di Vlad, ma la loro amicizia finì quando Vlad ruppe un importante patto che avevano fatto; tuttavia i due non dimenticheranno mai i momenti passati insieme. Era uno dei generali di Neceron, ma lo ha tradito perché, sorprendendo il padre di Tom mentre arrivava nel passato, vide il futuro della Terra, abitata solo dagli umani; capendo così che Neceron avrebbe perso la sua battaglia contro i Dinofroz. Cercò così di cospirare contro di lui per prenderne il posto, ma venne imprigionato. Riesce poi a liberarsi e a fomentare una rivolta tra i draghi, nella speranza di cambiare il futuro, ma viene sconfitto da Vlad e Kobrax; viene così di nuovo imprigionato e umiliato per poi essere condannato a venire gettato nella Rupe della Vergogna da Vlad; ma Vlad, in segno di riconoscenza per la loro amicizia, lo libera simulando la sua morte, e Treek garantisce che non lo dimenticherà mai. Ricomparirà durante la sconfitta dei draghi portandoli in un luogo sicuro, per poi salvare Vlad come ripagamento del suo debito. Nel presente la Divisione Doppio Delta lo ha clonato sotto forma di un fluido chiamato "Prometeo". Riappare nella seconda stagione dove ha cambiato nome in Drakemon, dopo che una strana entità di nome Pirus lo ha trasformato facendolo diventare un drago bipede nero e rosso con due enormi zanne ricurve ai lati della testa - verso la fine della seconda stagione avrà il potere di leggere nel pensiero attraverso lo sguardo; inoltre, come Neceron, sembra portare il simbolo del predestinato sulle ali; in questa stagione cercherà di cambiare il futuro della Terra usando la potenza distruttiva della cometa Firerock, che avrebbe cancellato dinosauri e umani; inoltre i suoi rapporti con Vlad si rinsalderanno e i due torneranno amici. Tuttavia, malgrado ostenti sicurezza, ha molta paura di come potrebbero volgere le cose e ciò è testimoniato da diversi incubi in cui Neceron gli profetizza che anche lui subirà il suo stesso destino e che il futuro non può essere cambiato, e che sarà tradito da uno dei suoi generali proprio come lui (quando ancora era Treek) aveva cercato di fare con Neceron. Alla fine scoprirà che il traditore a cui ha sempre dato la caccia è il suo amico Vlad e si vendicherà lasciandolo nel presente dopo un duro combattimento mentre cercava di liberare il suo clone Treek dalla base della Divisione Doppio Delta. Verrà sconfitto da Tom nel passato cadendo in una voragine di fuoco provocata dai frammenti di Firerock, sorte simile che era toccata a Neceron; di conseguenza anche il suo clone sparirà. Doppiato da: Giuliano Santi.
- Jonath: è un altro drago di specie sconosciuta (probabilmente un Drago Animale come Treek) con la testa simile a una capra e il corpo color giallo tuorlo d'uovo. Appare solo negli episodi 14 e 15 dove aiuta Treek nella rivolta contro Neceron; il suo compito è guidare l'esercito di draghi ribelli contro l'esercito di Neceron, mentre Treek affronta quest'ultimo; tuttavia la rivolta fallisce a causa della cattura di Treek e delle catapulte. Quando poi Treek viene umiliato di fronte a tutti i draghi, Jonath è l'unico a rattristarsi per la perdita del suo generale; viene poi costretto da Kobrax a rinnegare Treek sotto lo sguardo deluso dell'ex-generale.
- Artik: è un Drago Mutante di tipo ghiaccio che appare nella seconda stagione come generale di Drakemon. Presenta un corpo grigio con lunghe corna e ali verdi; è in grado sia di sputare fuoco che delle schegge di ghiaccio roventi. È invidioso di Vlad perché è il prediletto di Drakemon, ma si ricrederà quando lo stesso Vlad, nonostante gli avesse dato una pozione che avrebbe inibito la sua forza in un combattimento nell'arena, lo salverà dalla prigione quando proverà che non è lui il traditore dei Draghi. Doppiato da: Daniele Di Matteo.
- Petrus: è un Drago Mutante di tipo roccia che appare nella seconda stagione come generale di Drakemon. Presenta un corpo rosso vivo con dei segni bianchi sulle ali, una pelle corazzata e due corna ai lati rivolte all'insù; presenta anche ben tre paia di ali, che può usare come scudo, e una grossa mazza attaccata alla coda. Come Artik è invidioso di Vlad, ma si riappacificherà con lui quando salverà Artik dalla prigione. Doppiato da: Maurizio Montecchiesi.
- Spektral: è un Drago Mutante con caratteristiche affini agli spettri (da cui il suo nome); è alto quattordici metri ed è di colore grigio chiaro. Le ali sono lunghe e possono renderlo invisibile avvolgendosi intorno ad esso; ha una testa molto larga e le zampe lunghe e strette. Appare solo nella seconda stagione come guerriero di Drakemon. È molto bravo a mimetizzarsi grazie alle sue ali ed è un avversario molto tenace.
- Dragonfire: è un Drago Mutante alto tredici metri; il suo corpo è interamente costituito da fiamme guizzanti tenute insieme da un'armatura d'acciaio nero. Il suo principale potere è appunto quello di usare le sue fiamme contro il nemico, che può spararle anche dalla coda; tuttavia ha un punto debole: senza l'armatura non può avere forma fisica.
- Turtledragon: è un Drago Mutante alto venti metri e pesante tre tonnellate con fattezze da tartaruga. Presenta un grosso carapace giallo e due ali da coleottero che può nascondere sotto al guscio. Attacca utilizzando il suo peso, infatti la sua miglior strategia consiste nel gettarsi sull'avversario per schiacciarlo; in alternativa, si nasconde nel guscio e sputa fuoco sul nemico, diventando una fortezza inattaccabile. Viene affrontato da Tom sotto forma di Gorilla e di Raptor, ma questi è presto costretto a ritirarsi e così Turtledragon ruba il frammento di Firerock.
- Spiderion:
- Dragonblade: è un Drago Mutante dell'elemento metallo alto tredici metri; presenta un corpo di colore verde e rosso, con svariate parti affilate. La sua arma principale è costituita da due lame poste alla fine delle braccia, che usa soprattutto per dilaniare gli avversari, nonostante sia comunque capace letteralmente di "lanciarle" contro il nemico come fossero dei boomerang. Viene sconfitto da Tom sotto forma di T-rex.
- Nutterjack: è un drago mutante molto simile ad un rospo;ha un corpo massiccio dal colore verde (sulla parte superiore) e giallo ocra (sulla parte inferiore), con due piccole ali rosse, che gli consentono di eseguire lunghi balzi, ed una lunga lingua con la quale afferra gli avversari. Possiede inoltre la capacità di sputare sfere di fuoco ed un potente veleno paralizzante (che costituisce, assieme alla lunga lingua la sua arma principale).Appare nella seconda stagione inizialmente come guerriero di Drakemon, per poi essere promosso generale dopo aver sottratto a Tom un frammento di Firerock. Viene sconfitto nell'ultimo episodio della seconda stagione da Will.
- Thunderdragon:
- Hammerhead:
- Silverflash:
- Poisonwing: è un drago mutante dell'elemento veleno; presenta un corpo verde-violaceo ed è dotato di un pungiglione velenoso sulla coda.Vive nella palude nera e viene sconfitto da Tom sotto forma di T-rex.
- Legion: È un drago mutante dell'Aria di due tonnellate e alto tredici metri. È dotato di sei mini-draghi che possono staccarsi dal corpo centrale corazzato e attaccare indipendentemente e insieme formano una mente alveare. Il corpo centrale corazzato rimane immobile se i mini-draghi attaccano indipendentemente. Il suo attacco speciale consiste nell'unione della potenza di fuoco dei mini-draghi con quella del corpo centrale corazzato.

- Draghi Vedetta: sono una specie di draghi, caratterizzati da una pelle grigia e dura e da una coda biforcuta, che fungono da sentinelle ed esploratori.
- Draghi Guerrieri: sono una specie di draghi, caratterizzati dalla loro straordinaria forza fisica e dalla loro potenza di fuoco, che distrugge persino le rocce, oltre ad evocare dalle punte delle loro ali reti elettriche e incandescenti; inoltre resistono molto alle alte temperature.
- Draghi Vampiri: sono una specie di draghi, hanno un corpo che ricorda molto quello di un pipistrello, possono trasformare in servitori le loro vittime mordendole, possono cambiare forma e possono possedere i corpi dei loro nemici. Possono anche emettere ultrasuoni che gli permettono di orientarsi in spazi stretti e angusti
- Draghi Serpente:sono una specie di draghi, hanno il corpo serpentiforme, possono stritolare le loro vittime o paralizzarle con il loro terribile veleno, alcuni di loro possono anche ipnotizzare le loro vittime.
- Draghi Combattenti: draghi simili ai Draghi Vedetta ma di colore rosso come i Draghi Guerrieri, rappresentano il grosso dell'esercito di Drakemon.
- Draghi Mutanti: sono draghi molto potenti con cui, nella seconda serie, i generali di Drakemon attaccano i Dinofroz. Una volta erano draghi che, immergendosi nella Sacra Fonte di lava sono stati potenziati ottenendo un nuovo aspetto e poteri unici. Questi sono: Spectral, Dragonfire, Turtle dragon, Spiderion, Dragonblade, Natterjack, Thunderdragon, Hammerhead, Silverflash, Poisonwing, Legion.
- Walt Stroker: Stroker è un uomo che lavora per la Divisione Doppio Delta ma che si scoprirà essere membro di un'altra organizzazione conosciuta come la Loggia del Drago di Cristallo, che discende dai faraoni e che si prefigge l'obbiettivo di dominare il mondo. Sotto la copertura di un criptozoologo accompagna James, Tom e i suoi amici, insieme al figlio Will e all'assistente Burt, per trovare il generale Vlad apparso nel presente, per poi finire nel mondo passato dove sarà al comando della Torre, una postazione scientifica con la quale dà l'avvio al Dominion Project, volto a creare gli Hybrid, dei mezzidraghi, tramite il DNA dei draghi unito a quello umano, per poter dominare il mondo, scoprendo inoltre dell'esistenza dei Dinofroz,si mostra interessato al dinowacth di tom perché permette al possesore di trasformarsi in dinosauri tanto che nel episodio17 chiede a tom il dinowatch in cambio di bob（rapito nello stesso episodio al posto di tom）e sfruttando alcuni uomini per raccogliere dei diamanti in una miniera per portarli nel presente. Una volta che viene scoperto del tutto si batte contro James uscendone alla fine sconfitto. doppiato da: Ambrogio Colombo.
- Genno: un ragazzo del mondo passato, Genno non vede di buon occhio i Dinofroz perché crede con il loro arrivo i draghi si faranno più spietati nei loro confronti; oltre a ciò è geloso dei sentimenti che Keira nutre per Tom. Alla fine, dato che non verrà più ascoltato, se ne andrà dal villaggio ma verrà catturato da Stroker che gli darà la possibilità di vendicarsi sui Dinofroz facendolo trasformare nell'Hybrid 2, un mezzodrago verde con due lunghe corna rosse ricurve; in questa forma dimostra una maggiore intelligenza dato che riesce a parlare bene la lingua del presente.

## Episodi

### Prima stagione
| Nº | Titoli episodi                      | Prima TV          |
| -- | ----------------------------------- | ----------------- |
| 1  | Le origini                          | 10 settembre 2012 |
| 2  | Lo sciamano                         | 10 settembre 2012 |
| 3  | Il Rockfroz                         | 11 settembre 2012 |
| 4  | Un nuovo nemico                     | 12 settembre 2012 |
| 5  | Attacco a sorpresa                  | 13 settembre 2012 |
| 6  | Nella terra delle liane stritolanti | 17 settembre 2012 |
| 7  | Neceron, lo spietato                | 18 settembre 2012 |
| 8  | Il tempio maledetto                 | 19 settembre 2012 |
| 9  | Il predestinato                     | 20 settembre 2012 |
| 10 | Un aiuto inaspettato                | 21 settembre 2012 |
| 11 | Pericolo mortale                    | 25 settembre 2012 |
| 12 | L'isola della luna                  | 26 settembre 2012 |
| 13 | Caccia al generale Treek            | 27 settembre 2012 |
| 14 | La rivolta dei draghi               | 28 settembre 2012 |
| 15 | Doppio inganno                      | 29 settembre 2012 |
| 16 | Messaggio dal passato               | 14 novembre 2012  |
| 17 | Un'avventura per sei                | 15 novembre 2012  |
| 18 | Il segreto di James                 | 15 novembre 2012  |
| 19 | Il guardiano del lago               | 16 novembre 2012  |
| 20 | Ritorno dal buio                    | 16 novembre 2012  |
| 21 | L'ombra del nemico                  | 10 dicembre 2012  |
| 22 | Missione "White Dragon"             | 11 dicembre 2012  |
| 23 | Fuga disperata                      | 12 dicembre 2012  |
| 24 | L'ultima eclissi                    | 13 dicembre 2012  |
| 25 | A viso aperto                       | 17 aprile 2014    |
| 26 | La fine dell'inizio                 | 18 aprile 2014    |

### Seconda stagione
| Nº | Titoli episodi                   | Prima TV          |
| -- | -------------------------------- | ----------------- |
| 1  | Ritorno nel mondo passato        | 14 settembre 2015 |
| 2  | Il dinosauro di ferro            | 15 settembre 2015 |
| 3  | Un'isola nel cielo               | 16 settembre 2015 |
| 4  | Un nuovo Dinofroz                | 17 settembre 2015 |
| 5  | La leggenda di Firerock          | 21 settembre 2015 |
| 6  | Il drago della palude            | 22 settembre 2015 |
| 7  | Mistero al centro della terra    | 23 settembre 2015 |
| 8  | I cacciatori di draghi           | 24 settembre 2015 |
| 9  | Corsa contro il tempo            | 28 settembre 2015 |
| 10 | La ragazza dagli occhi di giada  | 29 settembre 2015 |
| 11 | Nome in codice: Dominion Project | 30 settembre 2015 |
| 12 | La furia di Drakemon             | 1º ottobre 2015   |
| 13 | Il potere del Dinowatch          | 5 ottobre 2015    |
| 14 | Il giorno delle due stelle       | 6 ottobre 2015    |
| 15 | L'ombra del tradimento           | 7 ottobre 2015    |
| 16 | Acquisizione: Triceratopo        | 8 ottobre 2015    |
| 17 | Nella tana del nemico            | 12 ottobre 2015   |
| 18 | Faccia a faccia                  | 13 ottobre 2015   |
| 19 | Una nuova alleanza               | 14 ottobre 2015   |
| 20 | Missione incredibile             | 15 ottobre 2015   |
| 21 | Assalto alla Torre               | 23 novembre 2015  |
| 22 | La prigione di ghiaccio          | 24 novembre 2015  |
| 23 | Proposta inattesa                | 25 novembre 2015  |
| 24 | Da padre a figlio                | 26 novembre 2015  |
| 25 | Sopra i cieli di Rocketown       | 30 novembre 2015  |
| 26 | L'ultimo segreto                 | 1º dicembre 2015  |